# Митич, Райко

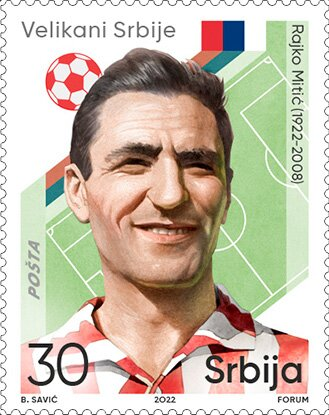
Райко Митич на почтовой марке Сербии, 2022

Ра́йко Ми́тич (сербохорв. Rajko Mitić / Рајко Митић; 19 ноября 1922, Долац, Бела-Паланка — 29 марта 2008, Белград) — югославский футболист и тренер. Выступал на позиции нападающего.
Двукратный вице-чемпион Олимпийских игр (1948, 1952), участник чемпионата мира 1950 года, капитан сборной Югославии на чемпионате мира 1954 года.
В качестве тренера приводил сборную Югославии к серебряным медалям чемпионата Европы 1968 года.

## Карьера

### Клубная
До войны Райко Митич играл за молодёжный клуб «Коштуняк», а позднее — за БСК. С последним дебютировал в Первой лиге в 1940 году.
В первом послевоенном чемпионате Митич выступал за сборную Сербии, которая выиграла турнир. Весной 1945 года была основана «Црвена Звезда», он стал капитаном новой команды. В составе «Црвены Звезды» Митич 5 раз выигрывал чемпионат Югославии и четырежды становился обладателем Кубка Югославии.
Митич всегда был сторонником честной игры: однажды, будучи капитаном «Црвены Звезды» он даже выгнал с поля своего друга и одноклубника Бранко Станковича за неспортивное поведение. А после того как 7 апреля 1958 года во время матча в Сплите болельщик бросил камень в Бору Костича и попал тому в голову, Митич увёл с поля всю команду. Все футболисты основного состава «Звезды» (кроме Костича) получили месячную дисквалификацию.
Последним матчем Митича стал финал Кубка Югославии 1958 года, состоявшийся 29 ноября в Белграде. Соперником был мостарский «Вележ», побеждённый со счётом 4:0.
Всего в составе «Црвены Звезды» Райко Митич провёл 572 матча и забил 262 гола, из них 220 матчей, 72 гола в чемпионате Югославии; 39 матчей и 22 гола — в кубке страны.

### В сборной
В сборной Югославии Райко Митич дебютировал 9 мая 1946 года в Праге в товарищеском матче против сборной Чехословакии, тогда же забил свой первый мяч. В составе сборной становился серебряным призёром Олимпийских игр 1948 и 1952 годов.
На чемпионате мира 1950 года Митич был одним из лидеров югославской команды, но, выходя на ключевой матч группового турнира против хозяев чемпионата — сборной Бразилии, разбил голову о торчащую из стены арматуру и не мог играть в полную силу. В итоге югославы уступили и не вышли в финальную группу.
На следующем мундиале, в 1954 году, Райко Митич был капитаном команды. В четвертьфинале Югославия уступила будущему чемпиону — сборной ФРГ.
Последний матч за сборную Митич сыграл 29 сентября 1957 года в Бухаресте против команды Румынии в рамках отборочного турнира чемпионата мира 1958 года, встреча закончилась со счётом 1:1. Всего за сборную Югославии Райко Митич провёл 59 матчей, забил 32 мяча.

### Тренерская
С 1960 по 1966 год Райко Митич входил в тренерский штаб «Црвены Звезды», а затем возглавил сборную Югославии: сначала как один из членов тренерского совета, а с 23 апреля 1967 года — как главный тренер. Под его руководством команда, лидером которой был другой выдающийся игрок «Црвены Звезды» — Драган Джаич, заняла 2-е место на чемпионате Европы 1968 года.
27 мая 1971 года в прощальном матче Льва Ивановича Яшина Райко Митич возглавлял сборную звёзд мирового футбола. Матч завершился со счётом 2:2.
После окончания карьеры Митич работал спортивным журналистом.

## Достижения

### В качестве игрока
- Чемпион Югославии (6): 1945, 1950/51, 1952/53, 1955/56, 1956/57, 1958/59
- Обладатель Кубка Югославии (4): 1948, 1949, 1950, 1958
- Серебряный призёр Олимпийских игр: 1948, 1952

### В качестве тренера
- Серебряный призёр чемпионата Европы: 1968